# Bataille d'Ivankiv
Pour un article plus général, voir Offensive de Kiev.
Invasion de l'Ukraine par la Russie de 2022
Batailles
Offensive de Kiev (Jytomyr, Kiev) : 
- 1re Hostomel
- Tchernobyl
- Ivankiv
- Kiev
- 2e Hostomel
- Vassylkiv
- Boutcha
- Irpin
  - Bombardement de réfugiés
- Jytomyr
- Mochtchoun
- Makariv
- Brovary

Offensive du Nord (Tchernihiv, Soumy) :
- Hloukhiv
- Slavoutytch
- Bombardements
- Soumy
- Trostianets
- Tchernihiv
- Okhtyrka
- Lebedyn
- Konotop
- Romny
- Desna
- Escarmouches frontalières

Russie  (Briansk, Belgorod) :
- Incursions en Russie occidentale
  - Oblast de Briansk
  - Oblasts de Belgorod et de Koursk
    - Incursions de 2024

  - Bombardement de Belgorod
- Oblast de Koursk (août 2024)

Campagne de l'Est (Donetsk, Louhansk, Kharkiv)
Kharkiv :
- 1re Kharkiv
  - Tchouhouïv
  - Bombardements : en février
  - en mars
  - en avril
  - du bâtiment administratif
- Izioum
- 2e Kharkiv
  - Balaklia
  - 1re Koupiansk
  - Chevtchenkove
- 3e Kharkiv

Nord du Donbass:
- Starobilsk
- Sloviansk
  - Dovhenke
  - 1re Lyman
  - Sviatohirsk
  - Bohorodychne et Krasnopillia
  - Bombardements : Bilohorivka
  - Kramatorsk
- Sievierodonetsk
  - Kreminna
  - Donets
  - Roubijné
  - Popasna
  - Tochkivka
  - Massacre
- Lyssytchansk
- 2e Kharkiv
  - Balaklia
  - 1re Koupiansk
  - Chevtchenkove
  - 2e Lyman
- Oblast de Louhansk
  - Ligne Svatove-Kreminna
  - Serebryansky
  - 2e Koupiansk

 Centre du Donbass:
- Horlivka
- Popasna
- Svitlodarsk
- Bakhmout
  - Soledar
- Siversk
- Tchassiv Iar
- Toretsk

Sud du Donbass :
- Volnovakha
- Marioupol
  - Bombardements : de l'hôpital
  - du théâtre
  - de l'école d'art
- Pisky
- Vouhledar
  - Pavlivka
- Marïnka
- Contre-offensive de 2023
- Avdiïvka
- Novomykhaïlivka
- Pokrovsk
  - Krasnohorivka
  - Toretsk
- Bombardements :
- Makiïvka
- Donetsk

Campagne du Sud (Mykolaïv, Kherson, Zaporijjia)
- 1re Kherson
- Odessa
- Melitopol
- Mykolaïv
  - Bombardements : à fragmentation
  - du bâtiment administratif
- 1re Berdiansk
- Zaporijjia
- Tchornobaïvka
- Enerhodar
- Voznessensk
- Houliaïpole
- Davydiv Brid
- 2e Berdiansk
- Nova Kakhovka
- 2e Kherson
  - Doudtchany
- Dniepr
- Tchoulakivka
- Contre-offensive de 2023
  - Robotyne

Frappes aériennes dans l'Ouest et le Centre de l'Ukraine
- Lviv (02/2022)
- Vinnytsia (03/2022)
- Yavoriv (03/2022)
- Deliatyne (03/2022)
- Dnipro

Guerre navale
- Île des Serpents (02/2022)
- Moskva (04/2022)

Attaques en Crimée
- Novofedorivka (08/2022)
- Djankoï (08/2022)
- Pont de Crimée (10/2022)
- Base navale de Sébastopol (10/2022)
- Pont de Crimée (07/2023)
- Base navale de Sébastopol (09/2023)

Débordement
- Aéroport de Millerovo
- Sabotages en Russie
- Attaques en Transnistrie
- Sabotage des gazoducs Nord Stream
- Terrain d'entraînement militaire de Soloti
- Explosions en Pologne
- Bases aériennes de Dyagilevo et Engels-2
- Base aérienne de Minsk-Matchoulichtchi
- Crise russo-moldave de 2023
  - Accusations de tentative de coup d'État en Moldavie
- Incident de drone de 2023 en mer Noire
- Rébellion du groupe Wagner

Massacres
- Tchernihiv
- Boutcha
- Borodianka
- Olenivka
- Izioum

La bataille d'Ivankiv est un engagement militaire entre la fédération de Russie et l'Ukraine s'étant déroulé du 25 au 27 février 2022, dans le cadre de l'invasion russe de l'Ukraine de 2022.

## Contexte
Ivankiv est une commune urbaine dans l'Oblast de Kiev en Ukraine, située sur la rive gauche de la rivière Teteriv. Elle compte 10 191 habitants en 2021 et est le centre administratif du raion d'Ivankiv.
L'invasion de l'Ukraine par la Russie de 2022, est une opération militaire déclenchée le 24 février 2022, sur ordre du président russe Vladimir Poutine. La campagne militaire, dans le cadre du conflit russo-ukrainien en cours depuis 2013, émerge d'une montée progressive des tensions débutée en 2021.
Les Forces armées russes font une incursion dans la région du Donbass, dans l'est de l'Ukraine, le 21 février 2022, avant une invasion aérienne, maritime et terrestre de l'ensemble du territoire ukrainien le 24 février. La Russie lance alors trois offensives sur le territoire ukrainien : l'offensive de Kherson, depuis le sud, l'offensive de l'Est, et l'offensive de Kiev, depuis le nord.

## Bataille
L'armée russe lance l'offensive de Kiev en pénétrant le territoire de l'Ukraine depuis la Biélorussie. Elle remporte en quelques heures la bataille de Tchernobyl, qui lui permet de prendre le contrôle de la centrale nucléaire de Tchernobyl. Elle poursuit ensuite sa percée vers le sud dans l'oblast de Kiev, dans l'objectif de conquérir rapidement la capitale ukrainienne, et atteint rapidement de la ville d'Ivankiv, qui est située sur la route la plus directe.
Dans la matinée du 25 février, les forces ukrainiennes ont détruit le pont d'Ivankiv enjambant la rivière Teteriv, stoppant l'avancée d'une division de chars russes se dirigeant vers Kiev. Les troupes d'assaut aéroportées ukrainiennes ont engagé des soldats russes à Ivankiv et dans la ville voisine de Dymer,,,.
Les forces russes ont réussi à traverser Ivankiv et s'emparent de l'aéroport stratégique d'Antonov après une opération d'envergure. L'aéroport est situé à seulement 20 kilomètres au nord-ouest de Kiev.
Le musée d'histoire locale d'Ivankiv est détruit par les flammes ; la nouvelle est rendue publique le 1er mars. Il abritait notamment environ 25 œuvres de l'artiste peintre Maria Primatchenko, dont la perte probable suscite l'indignation des milieux muséaux. Le Comité national des États-Unis du Conseil international des musées affirme que le musée a été volontairement incendié par l'occupant russe.
Le matin du 27 février, un convoi de véhicules militaires russes de plus de 4,8 kilomètres de long est repéré sur des images satellites se dirigeant vers Ivankiv. Le 28 février, le convoi s'étale sur environ 64 kilomètres. La prise d'Ivankiv par les forces russes est confirmée le 2 mars.
La situation militaire semble se stabiliser à Ivankiv, alors que l'offensive de Kiev se poursuit mais est fortement entravée par la résistance ukrainienne. Dans la semaine du 7 mars, la Russie semble regrouper ses forces pour achever l'enveloppement de Kiev et livrer l'assaut de la bataille de Kiev, mais l'état de ses forces est incertain. Aucune activité offensive n'est signalée à Ivankiv en date du 9 mars.